# (36872) 2000 SB151
2000 SB151 (asteroide 36872) é um asteroide da cintura principal. Possui uma excentricidade de 0.20782240 e uma inclinação de 3.39168º.
Este asteroide foi descoberto no dia 24 de setembro de 2000 por LINEAR em Socorro.